# Georg Friedrich Wilhelm von Schoenermarck
Georg Friedrich Wilhelm von Schoenermarck (* 14. Februar 1740 in Berlin; † 28. März 1807 in Breslau) war ein preußischer Generalmajor und Chef des 2. Artillerieregiments „Breslau“.

## Leben

### Herkunft
Schoenermarck entstammte einer bürgerlichen Familie, deren Stammreihe um 1500 in Goslar beginnt. Seine Eltern waren der preußische Geheimrat und Direktor der Oberkriegs- und Domänenkammer in Berlin, Johann Ernst Schoenermarck (1709–1781) und die Braunschweigerin Elisabeth Sophia Anna Brandes (1710–1767). Sein Bruder, der preußische Major und Postmeister Karl Heinrich von Schoenermarck (1741–1799) wurde bereits 1768 in den erblichen preußischen Adelsstand erhoben.

### Militärkarriere
Schoenermarck nahm 1756 seinen Dienst bei der Artillerie in der preußischen Armee auf. Im Folgejahr war er Feuerwerker beim unter Prinz Heinrich stehenden Korps in Sachsen. Im Siebenjährigen Krieg nahm er an den Belagerungen von Prag und Dresden teil. Während des Krieges, 1759, avancierte er zum Sekondeleutnant. Er wurde 1765 zum Premierleutnant, 1772 zum Stabskapitän und 1778 zum Kapitän befördert. Hiernach nahm er am Bayerischen Erbfolgekrieg teil. 1786 wurde er unter Beigabe des Wappens, welches schon sein Bruder 1768 zu gleichem Anlass erhalten hatte, in den erblichen preußischen Adelsstand nobilitiert. Schoenermarck avancierte 1788 zum Major. Er nahm an der ersten Koalition, insbesondere der Schlacht bei Pirmasens und den Gefechten bei Clermont, Grandpré und Hochheim teil. Für seinen Einsatz vor Clermont erhielt er 1792 den Orden Pour le Mérite, für Hochheim wurde er belobigt und für Pirmasens wurde ihm Anerkennung ausgesprochen. 1793 avancierte er zum Oberstleutnant und erhielt ein Geschenk von 1000 Talern als Erkenntlichkeit für einen weiteren herausragenden Einsatz. Im Jahre 1795 war er Kommandeur der reitenden Artillerie und wurde zum Oberst befördert. Ein Jahr darauf übernahm Schoenermarck als Kommandeur das 4. Artillerieregiment und wurde 1803 Chef des 2. Artillerieregiments. Noch vor seinem 50-jährigen Dienstjubiläum, zu dem ihm der König ausdrücklich gratulierte und für geleistete Dienste dankte, wurde er 1804 zum Generalmajor befördert. Während der vierten Koalition wurde er bei Auerstedt schwer verwundet, wovon er sich nicht mehr erholte und infolgedessen auch in seiner Garnison verstarb. Schoenermarck wurde in der reformierten Kirche in Breslau bestattet.

### Familie
Schoenermarck vermählte sich 1781 in Mirow mit Henriette Eleonore von Düringshofen (1754–1832). Aus der Ehe gingen fünf Kinder hervor:
- Georg Heinrich Ludwig August Ernst (1783–1851), preußischer Generalmajor[1] ⚭ 1811 Albertine Sofie Hering (* 8. März 1792; † 1. Mai 1812)
- Henriette (* 1785; 10. September 1857)
- Ernestine (†  September 1858) ⚭ 1812 N.N. von Briesen, Major
- Georg Heinrich Karl (* 16. März 1789; † 31. Mai 1866), Amtsrat ⚭ 1817 Karoline Henriette Augusta Friedrike Müller (* 21. April 1791; † 4. Dezember 1847)
- Leopold